# 4am Friday
4am Friday é o terceiro algum de estúdio da banda norte americana de Punk Rock Avail, lançado em 1996
| Críticas profissionais                                                      | Críticas profissionais |
| Avaliações da crítica                                                       | Avaliações da crítica  |
| Fonte                                                                       | Avaliação              |
| --------------------------------------------------------------------------- | ---------------------- |
| Allmusic                                                                    | [ 1 ]                  |
| Pitchfork Media                                                             | (8.3/10)               |
| Punknews.org                                                                | [ 3 ]                  |
| Esta tabela precisa de ser acompanhada por texto em prosa. Consulte o guia. |                        |

## Faixas
| N.º | Título        | Duração |  |
| 1.  | "Simple Song" | 3:12    |  |
| 2.  | "Order"       | 1:36    |  |
| 3.  | "Tuesday"     | 2:29    |  |
| 4.  | "92"          | 1:41    |  |
| 5.  | "McCarthy"    | 2:27    |  |
| 6.  | "(Ben)"       | 0:31    |  |
| 7.  | "Monroe Park" | 1:28    |  |
| 8.  | "Armchair"    | 1:34    |  |
| 9.  | "Fix"         | 2:07    |  |
| 10. | "Blue Ridge"  | 2:34    |  |
| 11. | "Swing Low"   | 1:13    |  |
| 12. | "F.C.A."      | 1:44    |  |
| 13. | "Hang"        | 2:44    |  |
| 14. | "Governor"    | 1:58    |  |
| 15. | "Nameless"    | 2:42    |  |

## Relançamento de 2006 com músicas bonus
| N.º | Título           | Duração |  |
| 1.  | "South Bound 95" | 1:32    |  |
| 2.  | "Stride"         | 2:55    |  |
| 3.  | "Order"          | 1:36    |  |
| 4.  | "Tuning"         | 2:46    |  |
| 5.  | "Fix"            | 2:17    |  |
| 6.  | "FCA"            | 2:24    |  |
| 7.  | "Pinned Up"      | 2:41    |  |
| 8.  | "Nickel Bridge"  | 1:46    |  |
| 9.  | "Simple Song"    | 3:07    |  |
| 10. | "Clone"          | 2:17    |  |
| 11. | "Nameless"       | 3:22    |  |
| 12. | "Scuffle Town"   | 1:17    |  |
| 13. | "Blue Ridge"     | 3:55    |  |
| 14. | "Virus"          | 2:35    |  |
| 15. | "Model"          | 3:54    |  |